# Michelle Alozie
Michelle Chinwendu Alozie (Apple Valley, Califòrnia; 28 d'abril de 1997) és una biòloga i futbolista nigeriana nascuda als Estats Units. Juga com a davantera al Houston Dash de la National Women's Soccer League dels Estats Units i en posicions defensives a la selecció de Nigèria.

## Biografia
Alozie va néixer i créixer a Apple Valley, de pares nigerians de l'estat d'Imo. Va assistir a l'escola secundària Granite Hills de la seva ciutat natal.
Alozie va estudiar en la Universitat Yale en New Haven, Connecticut i va formar part del seu equip de futbol universitari, les Bulldogs. Va patir una lesió del lligament creuat anterior i la última temporada, ja com a graduada, va disputar-la amb les Volunteers de la Universitat de Tennessee.

## Carrera esportiva

### Clubs
Després d'inscriure's en el draft de la NWSL de 2019 i no ser seleccionada, Alozie va signar el gener de 2020 pel BIIK Kazygurt, vigent campió de la lliga femenina del Kazakhstan. Va jugar-hi durant tres mesos abans que la pandèmia de COVID-19 obligués a cancel·lar la temporada, amb la qual cosa va tornar a Califòrnia.
El 2021, Alozie va incorporar-se a les Houston Dash de la National Women's Soccer League, en qualitat de jugadora a prova sense contracte, on va coincidir-hi amb la seva amiga de la infància Ally Prisock. Va debutar amb el seu nou equip en els playoffs de la temporada 2022. El desembre de 2022, va signar una extensió de contracte de dos anys amb les Dash.

### Selecció nacional
Alozie va debutar amb la selecció absoluta de Nigèria el 10 de juny de 2021, entrant com a substituta en la derrota per 0-1 davant Jamaica. Pocs partits després, els tècnics de les "Super Falcons" van alinear-la de defensa, posició en la que s'ha consolidat. El 2022 va participar en la Copa d'Àfrica, on Nigèria va ocupar la 4a posició.
El 16 de juny de 2023, va ser inclosa en el combinat nigerià per a la Copa del Món Femenina de Futbol de 2023. Va debutar en el torneig el 21 de juliol, en l'empat sense gols contra el Canadà; va tenir un paper clau en la victòria de Nigèria per 3-2 sobre les amfitriones australianes sis dies després; i va disputar els 120 minuts del partit de vuitens de finals contra Anglaterra, que es va decidir a favor de les europees als penals.
Va disputar amb Nigèria el torneig femení de futbol als Jocs Olímpics d'Estiu de 2024. Va ser la lateral dreta titular de les africanes en els tres partits de la lligueta preliminar, però l'equip no va aconseguir puntuar i va quedar eliminat.

## Fora dels terrenys de joc
Alozie va obtenir una llicenciatura en biologia molecular a Yale. Treballa a temps parcial com a tècnica d'investigació del càncer pediàtric al Texas Children's Hospital de Houston, Texas.